# Sascha Lewandowski
Pour les articles homonymes, voir Lewandowski.
Sascha Lewandowski (5 octobre 1971 – 8 juin 2016) est un entraîneur allemand de football.

## Carrière
Lewandowski est entraîneur-chef du VfL Bochum II entre le 1er juillet 2006 et le 31 décembre 2006.
Lewandowski est nommé entraîneur-chef du Bayer Leverkusen en avril 2012, aux côtés de Sami Hyypiä. Après la saison 2012-13, Lewandowski s'en va de nouveau entraîner les jeunes, laissant Hyypia seul à la tête de l'équipe première. Il termine avec un bilan de 29 victoires, 11 nuls, et 11 défaites. Hyypiä prend seul la responsabilité de l'équipe à partir du 24 juin 2013. Lewandowski devient une nouvelle fois l'entraîneur-chef par intérim de l'équipe première après le licenciement de Sami Hyypiä. Le 25 avril 2014, Roger Schmidt est annoncé comme entraîneur-chef de l'équipe pour le début de la saison 2014-15. Il termine avec un bilan de cinq victoires et un nul.
Il est nommé entraîneur-chef de l'Union de Berlin le 1er septembre 2015. Il démissionne de son poste le 4 mars 2016, après six mois de charge, sur avis médical, en raison des symptômes de la fatigue,. Il termine avec un bilan de cinq victoires, quatre nuls et cinq défaites

## Vie personnelle
Il est né le 5 octobre 1971 à Dortmund, en Allemagne de l'Ouest.
Le 9 juin 2016, Sascha Lewandowski est retrouvé mort à son domicile, à Bochum, en Allemagne. Il est mort la veille.